# 索雷勒-穆塞勒
索雷勒-穆塞勒（法語：Sorel-Moussel，法語發音：[sɔʁɛl musɛl]）是法国厄尔-卢瓦省的一个市镇，属于德勒区。该市镇由索雷勒（Sorel）和穆塞勒（Moussel）等村庄组成。

## 地理
索雷勒-穆塞勒（48°50'28"N, 1°22'55"E）面积12.8 平方千米，位于法国中央-卢瓦尔河谷大区厄尔-卢瓦省，该省份为法国北部内陆省份，北起顺时针与厄尔省、伊夫林省、埃松省、卢瓦雷省、卢瓦-谢尔省、萨尔特省和奧恩省接壤。
与索雷勒-穆塞勒接壤的市镇（或旧市镇、城区）包括：克罗特、厄尔河畔马西伊、阿邦当、阿内特、鲁夫尔、索赛。

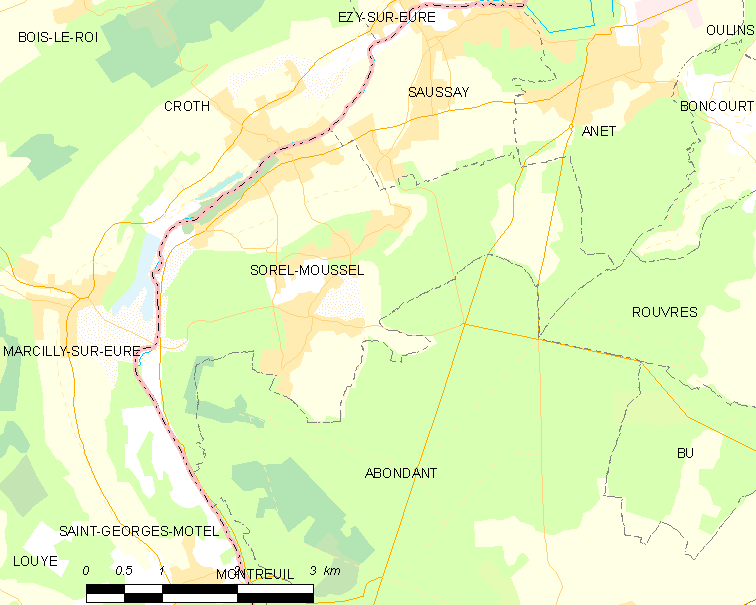
索雷勒-穆塞勒的OSM定位图

索雷勒-穆塞勒的时区为UTC+01:00、UTC+02:00（夏令时）。

## 行政
索雷勒-穆塞勒的邮政编码为28260，INSEE市镇编码为28377。

## 政治
索雷勒-穆塞勒所属的省级选区为阿内特县。

## 人口

1962-2008年间索雷勒-穆塞勒人口变化图示

索雷勒-穆塞勒于2022年1月1日时的人口数量为1782人。